# Peter Schütz (Politiker, 1959)
Peter Schütz (* 5. November 1959 in Wigoltingen) ist ein Schweizer Politiker und Unternehmer. Seit 2003 ist er Präsident des Thurgauer Gewerbeverbands und seit 2004 Mitglied des Grossen Rates des Kantons Thurgau. 2007 kandidierte er für die Freisinnig-Demokratische Partei (FDP) bei den Gesamterneuerungswahlen des Nationalrats.
Peter Schütz ist Chief Executive Officer (CEO) und Verwaltungsratspräsident der Letrona AG in Friltschen.